# Walter Meeuws
Pour les articles homonymes, voir Meeuws.
Walter Meeuws, né le 11 juillet 1951 à Gierle en Belgique, est un footballeur international et entraîneur belge.
Il a été défenseur des Diables rouges, l'équipe de Belgique de football qui fut finaliste du Championnat d'Europe 1980 contre la RFA.

## Biographie
Meeuws a joué notamment au K Beerschot VAV, au FC Bruges, au Standard de Liège et à l'Ajax Amsterdam.
Il a entamé ensuite une carrière d'entraîneur au Lierse SK, puis a dirigé l'équipe nationale belge. Il succède à l'immense Guy Thys dont il est un des ajoints. Les débuts de Meeuws comme sélectionneur fédéral sont positifs. Deux succès (3-0) contre le Danemark (amical) puis contre le Portugal (qualifications Coupe du monde). La Belgique est alors « à 2 points » de la qualification pour l'Italie. La suite est moins drôle. Les « Diables Rouges » sont accrochés en Suisse (2-2) et surtout à domicile (1-1) par le… Luxembourg. Le ticket pour la phase finale italienne est acquis mais un ressort est « cassé ». En janvier 1990, les « Diables » sont battus en Grèce (amical, 2-0) puis accrochés, le mois suivant, par la Suède à Bruxelles (amical, 0-0). Visiblement sous pression, Walter Meeuws paie rapidement la note. Craignant de mal figurer lors du Mondiale italien, la fédération belge ne laisse pas suffisamment de crédit à Meeuws et rappelle Guy Thys qui rempile jusqu'en mai 1991 et la fin des éliminatoires de l'Euro 92.
Il dirige ensuite les joueurs de nombreuses équipes belges : Saint-Trond VV, Royal Antwerp FC, KAA La Gantoise, FC Malines, KVK Tienen, KFC Lommel SK et à nouveau Lierse.
Après avoir encore entraîné des équipes à l'étranger à partir de 2001 comme le Gençlerbirliği SK (Turquie), le Raja de Casablanca (Maroc) et le Al Gharrafa Doha (Qatar), il poursuit sa carrière au KSK Beveren  en 2006-2007 et repart ensuite à l'étranger. 
Il reste ensuite quelques années sans club.
Il reprend du service en Belgique, signant le 20 octobre 2016 au Lommel United pas encore devenu le Lommel SK, en remplacement de Karel Fraeye. Les résultats ne s'améliorant pas, il est licencié un mois plus tard.

## Palmarès de joueur
- Champion de Belgique en 1980 avec le FC Bruges, en 1982 et 1983 avec le Standard de Liège
- Champion des Pays-Bas en 1985 avec l'Ajax Amsterdam
- Vainqueur de la Coupe de Belgique en 1987 avec le FC Malines
- Finaliste de la Coupe de Belgique en 1979 avec le FC Bruges et en 1984 avec le Standard de liège
- Finaliste de la Coupe d'Europe des Vainqueurs de Coupe en 1982 avec le Standard de Liège
- 391 matches joués et 52 buts inscrits en Division 1 belge

## Palmarès d'entraîneur
- Vainqueur de la Coupe de Belgique en 1992 avec le Royal Antwerp FC
- Finaliste de la Coupe d'Europe des Vainqueurs de Coupe en 1993 avec le Royal Antwerp FC
- Entraîneur de l'année en 1993 avec le Royal Antwerp FC.
- Finaliste de la Ligue des champions de la CAF en 2002 avec le Raja de Casablanca.